# شهرستان گرنزی (اوهایو)
شهرستان گورنسی (به انگلیسی: Guernsey County) یک شهرستان در ایالات متحده آمریکا است که در اوهایو واقع شده‌است.